# 江見站
江見站（日语：／ Emi eki */?）是位於千葉縣鴨川市西江見95番2號，東日本旅客鐵道（JR東日本）的內房線車站。此條目同時記載於車站大樓內的江見站郵局。

## 歷史
- 1922年（大正11年）12月20日：車站啟用[1]。
- 1972年（昭和47年）8月21日：成為無人車站。
- 1973年（昭和48年）4月27日：成為簡易委托車站，委托鴨川市售賣車票[2]。
- 1987年（昭和62年）4月1日：伴隨國鐵分割民營化，車站由東日本旅客鐵道（JR東日本）營運[1]。
- 2009年（平成21年）3月14日：此站可以使用IC卡「Suica」[報道 2]。成為東京近郊區間區域內[報道 2]。
- 2019年（令和元年）7月1日：中止簡易委託[3][新聞 3]。當日起成為整日無人車站[3][新聞 3]。
- 2020年（令和2年）8月31日：車站大樓重建。新大樓與郵局一體化。新大樓同時是江見站郵局（日本郵便）。此站變為業務委托車站，委托日本郵便售賣車票和列車資訊業務等（後述）[報道 1][新聞 2]。

## 車站構造
本站是地面車站，設有2面2線的相對式月台。兩月台之間設有跨線橋連接。此站是由安房鴨川站管理的業務委託車站，委托了日本郵便負責車站業務。平日於車站大樓內的江見站郵局會設有車站業務。此站沒有自動售票機，但設有IC增值機。
在2010年（平成22年）2月10日起，引入了外房線PRC型自動廣播系統（在路線上為內房線，但是由外房線CTC管轄）。

### 月台
| 月台 | 路線    | 上下行 | 方向                   |
| ---- | ------- | ------ | ---------------------- |
| 1    | ■內房線 | 上行   | 館山、木更津、千葉方向 |
| 2    | ■內房線 | 下行   | 安房鴨川方向           |

參考
- 月台可容納10卡車廂。

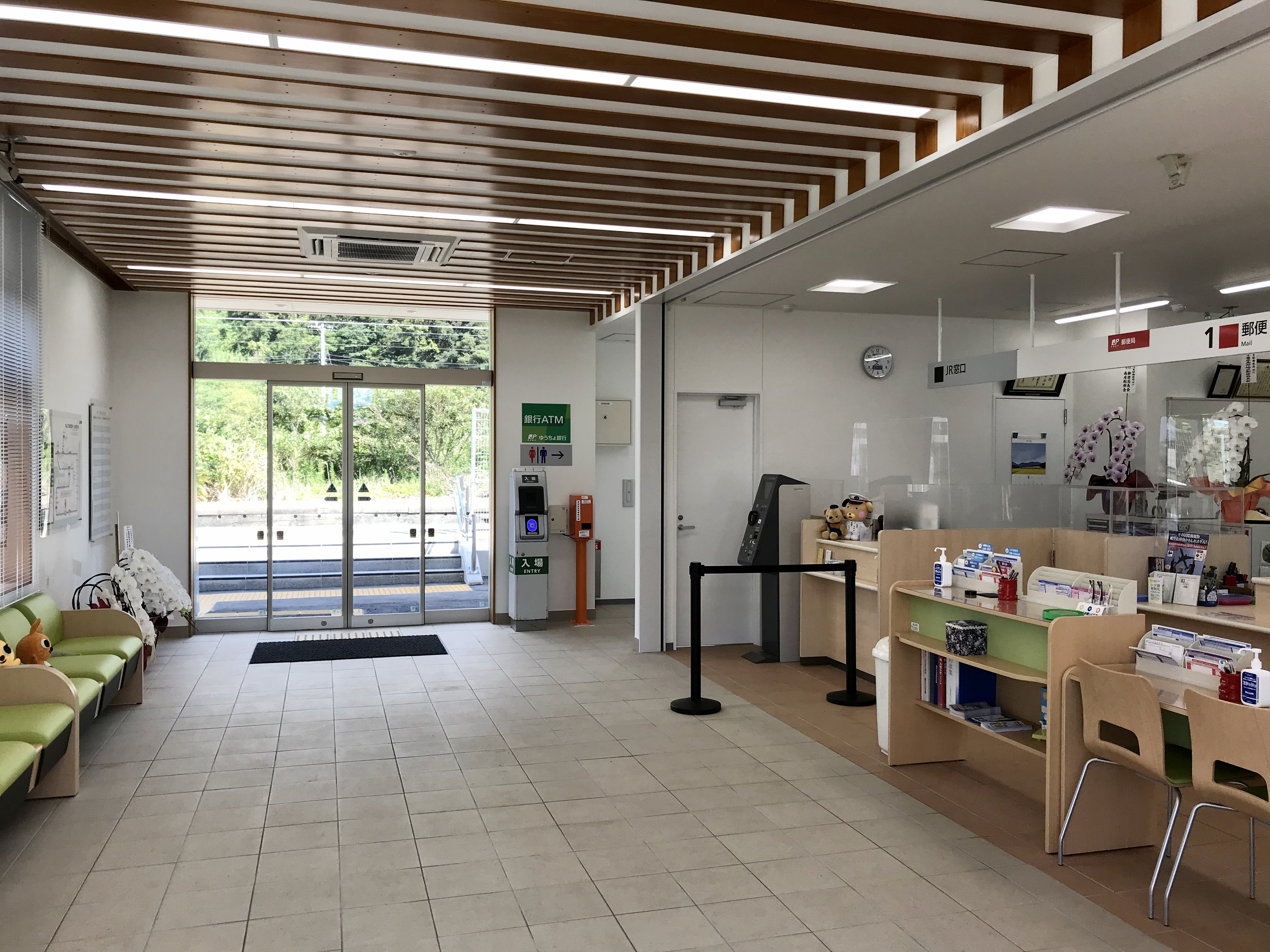
車站內部（2020年9月）
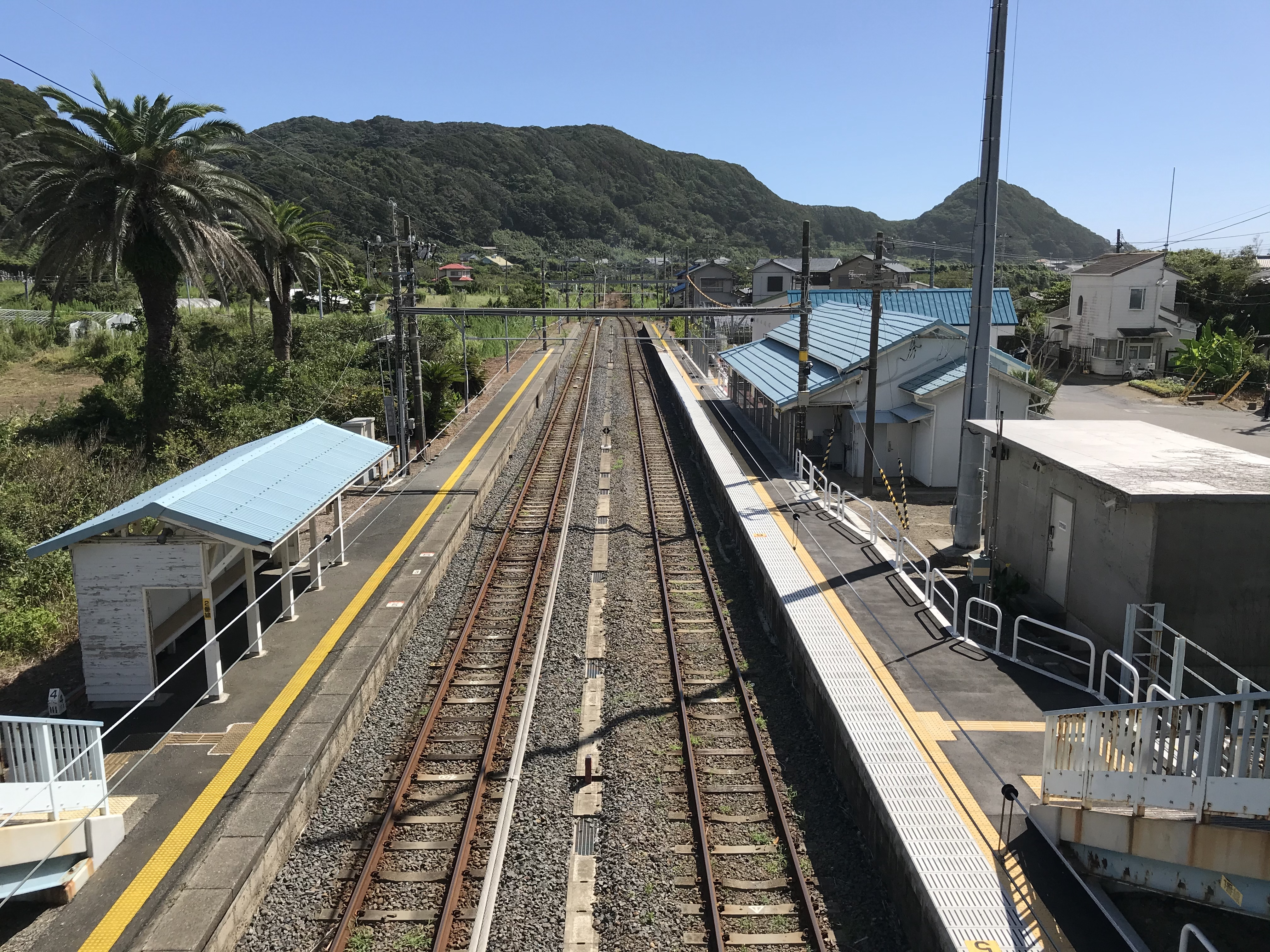
月台（2020年9月）
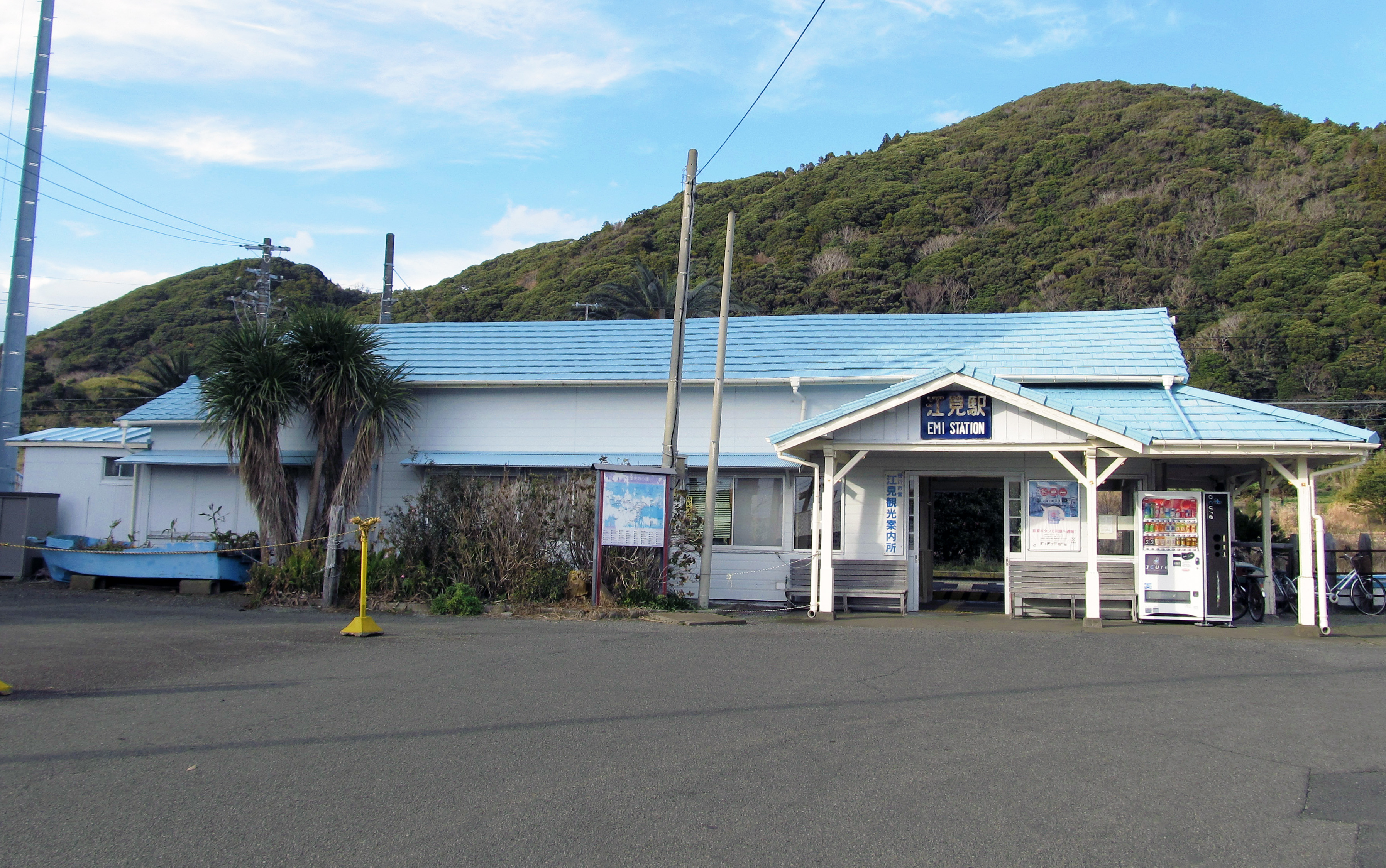
舊站房（2013年12月）

## 使用狀況
在2018年（平成30年）度1日平均乘車人次為80人，以下為乘車人次變化列表：
| 乘車人次變化       | 乘車人次變化     | 乘車人次變化 |
| 年度               | 1日平均 乘車人次 | 參考資料     |
| ------------------ | ---------------- | ------------ |
| 1990年（平成02年） | 283              | [ * 1 ]      |
| 1991年（平成03年） | 222              | [ * 2 ]      |
| 1992年（平成04年） | 217              | [ * 3 ]      |
| 1993年（平成05年） | 271              | [ * 4 ]      |
| 1994年（平成06年） | 277              | [ * 5 ]      |
| 1995年（平成07年） | 262              | [ * 6 ]      |
| 1996年（平成08年） | 213              | [ * 7 ]      |
| 1997年（平成09年） | 192              | [ * 8 ]      |
| 1998年（平成10年） | 194              | [ * 9 ]      |
| 1999年（平成11年） | 181              | [ * 10 ]     |
| 2000年（平成12年） | 170              | [ * 11 ]     |
| 2001年（平成13年） | 150              | [ * 12 ]     |
| 2002年（平成14年） | 134              | [ * 13 ]     |
| 2003年（平成15年） | 116              | [ * 14 ]     |
| 2004年（平成16年） | 114              | [ * 15 ]     |
| 2005年（平成17年） | 114              | [ * 16 ]     |
| 2006年（平成18年） | 111              | [ * 17 ]     |
| 2007年（平成19年） | 106              | [ * 18 ]     |
| 2008年（平成20年） | 99               | [ * 19 ]     |
| 2009年（平成21年） | 90               | [ * 20 ]     |
| 2010年（平成22年） | 88               | [ * 21 ]     |
| 2011年（平成23年） | 80               | [ * 22 ]     |
| 2012年（平成24年） | 92               | [ * 23 ]     |
| 2013年（平成25年） | 89               | [ * 24 ]     |
| 2014年（平成26年） | 83               | [ * 25 ]     |
| 2015年（平成27年） | 76               | [ * 26 ]     |
| 2016年（平成28年） | 70               | [ * 27 ]     |
| 2017年（平成29年） | 80               | [ * 28 ]     |
| 2018年（平成30年） | 80               | [ * 29 ]     |

## 車站周邊

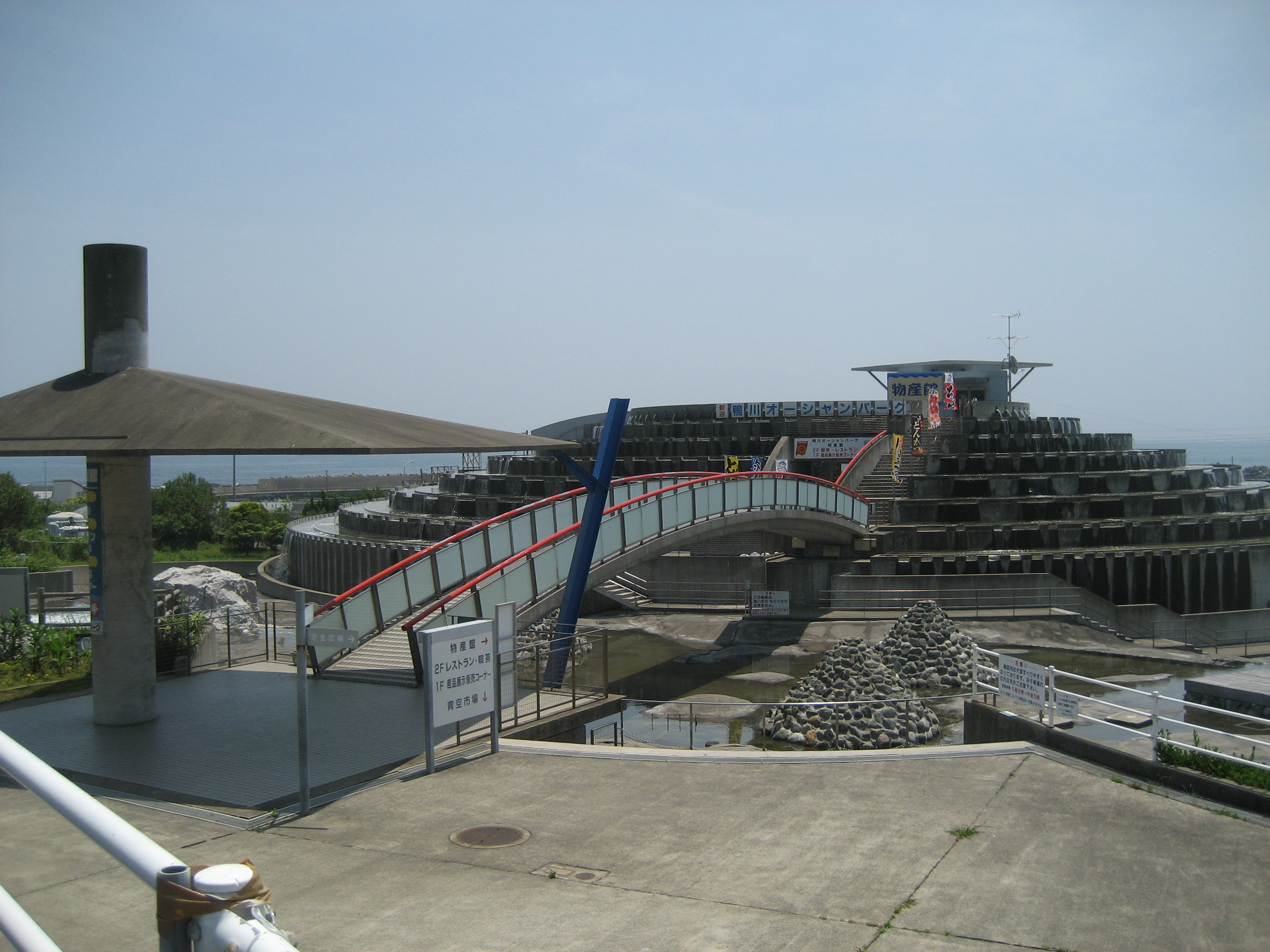
道之驛鴨川海洋公園

站前設有中小型商店和住宿設施。車站入口和對面為丘陵地帶。
- 國道128號（日语：国道128号）
- 千葉縣道272號西江見停車場線（日语：千葉県道272号西江見停車場線）
- 烏場山（日语：烏場山）
- 大塚山
- 炭燒島、御神根島、大島
- 江見吉浦
- 江見太夫崎
- 江見海灘
- 江見漁港（第2種漁港）
- 鴨川市政廳江見出張所
- 鴨川警署江見駐在所
- 道之驛鴨川海洋公園（日语：道の駅鴨川オーシャンパーク）

### 巴士路線
| 乘車處     | 系統   | 主要途經                         | 目的地   | 巴士公司                  | 備註 |
| ---------- | ------ | -------------------------------- | -------- | ------------------------- | ---- |
| 江見站入口 | 館山線 | 花田、南三原站前、九重站入口     | 館山站   | 鴨川日東巴士 館山日東巴士 |      |
| 江見站入口 | 館山線 | 仁右衛門島入口、鴨川松島、鴨川站 | 龜田醫院 | 鴨川日東巴士 館山日東巴士 |      |

## 江見站郵局

### 沿革
- 1963年（昭和38年）：江見郵局啟用[新聞 2]。
- 2007年（平成19年）10月1日：伴隨郵政民營化，部分業務轉移至郵便事業鴨川分店（日语：鴨川郵便局）江見集配中心。
- 2012年（平成24年）10月1日：隨著日本郵便株式會社成立，郵政業務中，鴨川分店江見集配中心與江見郵局合併。
- 2017年（平成29年）2月27日：集配業務轉移至鴨川郵局（日语：鴨川郵便局），此郵局成為無集配郵局。
- 2018年（平成30年）6月12日：在「日本郵便和JR東日本之地域、社會活性化相關協定」為基礎[報道 3]，發表計劃此郵局的業務與江見站車站櫃臺業務一體化[報道 1][報道 4]。為全日本首個計劃把郵局和車站業務一體化的例子[新聞 2][新聞 3]。
- 2020年（令和2年）8月31日：江見郵局遷移至此車站大樓內，改名為江見站郵局[報道 1][報道 5][新聞 2]。

### 提供服務
- 郵政、印花稅票、Yu-Pack（日语：ゆうパック）、存證信函[5][報道 1]
- 存款、匯票、轉帳、匯款、國際僑匯、國債（日语：日本国債）[5][報道 1]
- 人壽保險、單車責任保險[5][報道 1]
- 郵貯銀行ATM[5][報道 1]
- 普通車票、定期票等車票類，以及不記名式Suica發售。Suica增值、補票和列車出發時間與車費資訊[報道 1]

### 風景印章
印章圖像為此車站大樓（與郵局）及JR東日本209系電聯車（內房線列車）。

### 其他
在此車站大樓（與郵局）前，設有一座郵車與貨運列車為外形的郵筒。

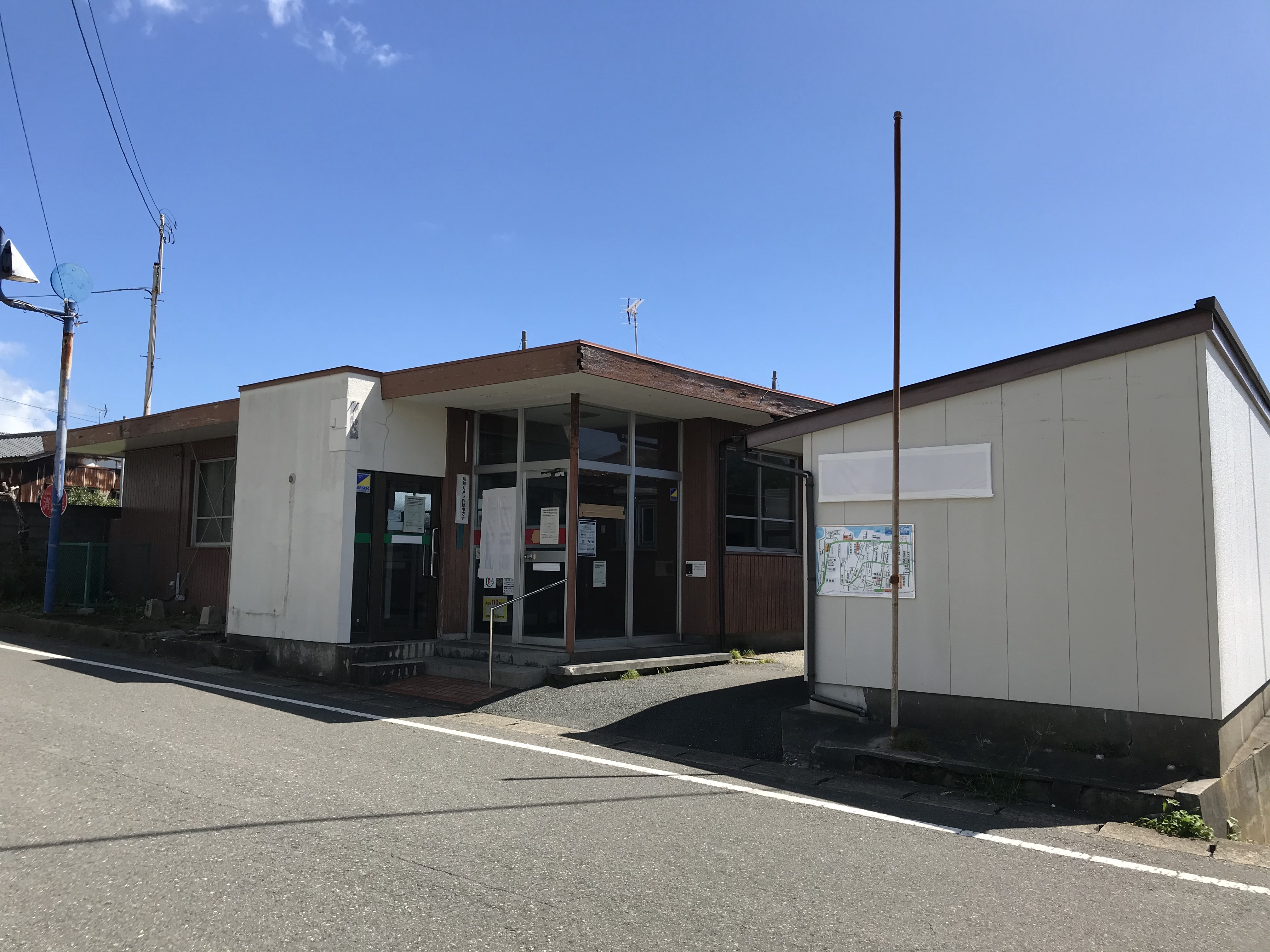
江見郵局 舊郵局
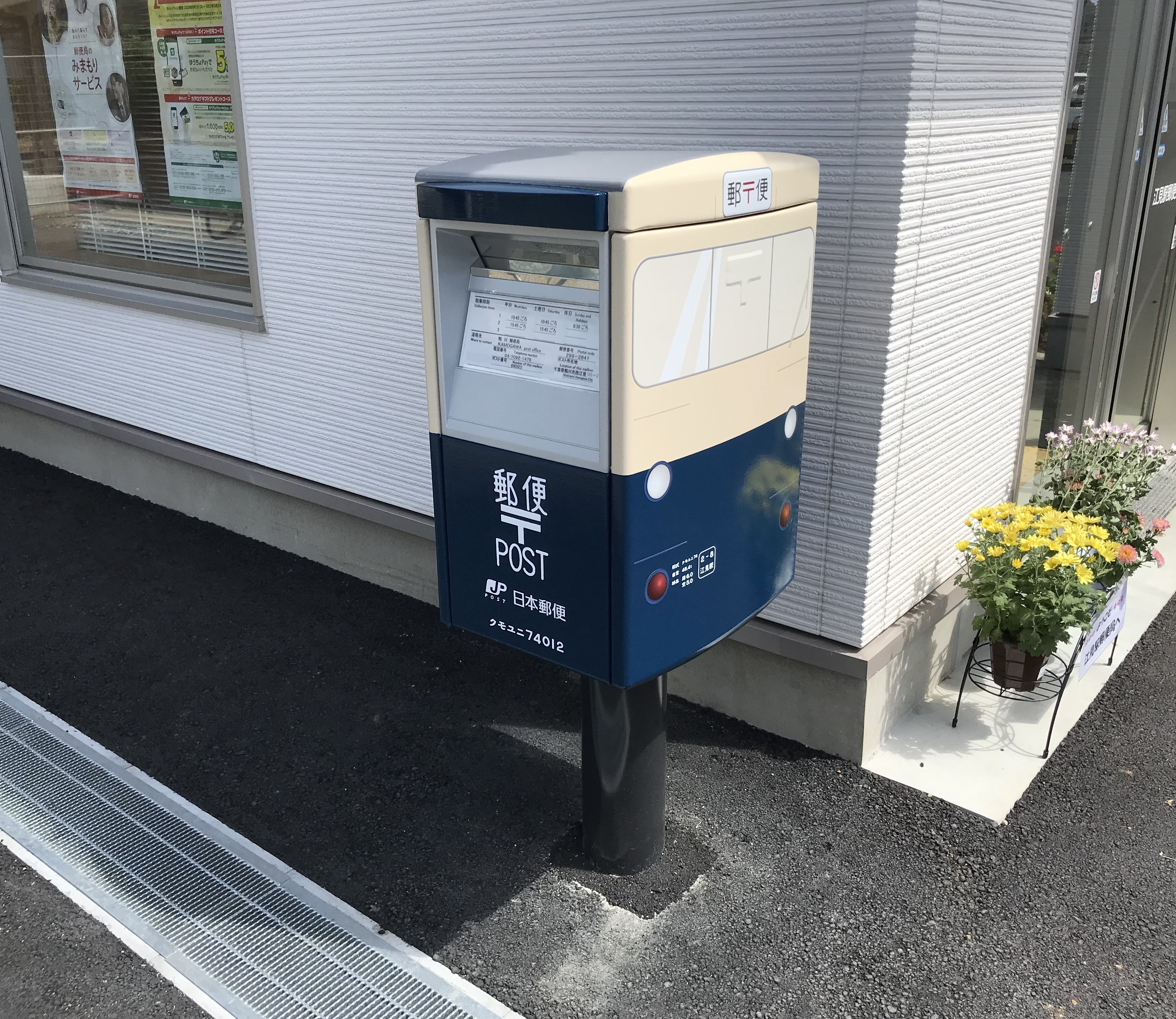
貨運列車為外形的郵筒（2020年9月）

## 相鄰車站
東日本旅客鐵道（JR東日本）
■內房線
和田浦－江見－太海

## 注腳

#### 報道發表資料
1. 1 2 3 4 5 6 7 8 9 10 11 12 13 14 15   (PDF) (新闻稿). 日本郵便／東日本旅客鉄道. 2020-07-09  [2020-07-09]. （原始内容 (PDF)存档于2020-07-09） （日语）.
2. 1 2   (PDF) (新闻稿). 東日本旅客鉄道. 2008-12-22  [2018-07-08]. （原始内容 (PDF)存档于2019-05-03） （日语）.
3. ↑   (PDF) (新闻稿). 日本郵便／東日本旅客鉄道. 2018-06-11  [2020-07-09]. （原始内容 (PDF)存档于2018-12-15） （日语）.
4. ↑   (PDF) (新闻稿). 日本郵便／東日本旅客鉄道. 2019-08-23  [2019-08-23]. （原始内容 (PDF)存档于2019-08-23） （日语）.
5. ↑   (新闻稿). 日本郵便. 2020-07-28  [2020-11-30]. （原始内容存档于2020-11-07）.

#### 新聞
1. 1 2  . 交通新聞 (交通新聞社). 2020-09-02  [2020-09-02]. （原始内容存档于2020-09-02）.
2. 1 2 3 4 5 6 7 8 9  . 千葉日報 (千葉日報社). 2020-08-29  [2020-08-30]. （原始内容存档于2020-08-30） （日语）.
3. 1 2 3  . 千葉日報 (千葉日報社). 2019-08-24  [2019-08-24]. （原始内容存档于2019-08-24） （日语）.

### 使用狀況
1. ↑  千葉縣統計年鑑 （页面存档备份，存于）（日語） - 千葉縣
2. ↑  鴨川市統計書 （页面存档备份，存于）（日語） - 鴨川市

JR東日本2000年度以後的乘車人次
1. ↑  各駅の乗車人員（2000年度） （页面存档备份，存于）（日語） - JR東日本
2. ↑  各駅の乗車人員（2001年度） （页面存档备份，存于）（日語） - JR東日本
3. ↑  各駅の乗車人員（2002年度） （页面存档备份，存于）（日語） - JR東日本
4. ↑  各駅の乗車人員（2003年度） （页面存档备份，存于）（日語） - JR東日本
5. ↑  各駅の乗車人員（2004年度） （页面存档备份，存于）（日語） - JR東日本
6. ↑  各駅の乗車人員（2005年度） （页面存档备份，存于）（日語） - JR東日本
7. ↑  各駅の乗車人員（2006年度） （页面存档备份，存于）（日語） - JR東日本
8. ↑  各駅の乗車人員（2007年度） （页面存档备份，存于）（日語） - JR東日本
9. ↑  各駅の乗車人員（2008年度） （页面存档备份，存于）（日語） - JR東日本
10. ↑  各駅の乗車人員（2009年度） （页面存档备份，存于）（日語） - JR東日本
11. ↑  各駅の乗車人員（2010年度） （页面存档备份，存于）（日語） - JR東日本
12. ↑  各駅の乗車人員（2011年度） （页面存档备份，存于）（日語） - JR東日本
13. ↑  各駅の乗車人員（2012年度） （页面存档备份，存于）（日語） - JR東日本
14. ↑  各駅の乗車人員（2013年度） （页面存档备份，存于）（日語） - JR東日本
15. ↑  各駅の乗車人員（2014年度） （页面存档备份，存于）（日語） - JR東日本
16. ↑  各駅の乗車人員（2015年度） （页面存档备份，存于）（日語） - JR東日本
17. ↑  各駅の乗車人員（2016年度） （页面存档备份，存于）（日語） - JR東日本
18. ↑  各駅の乗車人員（2017年度） （页面存档备份，存于）（日語） - JR東日本
19. ↑  各駅の乗車人員（2018年度） （页面存档备份，存于）（日語） - JR東日本

千葉縣統計年鑑
1. ↑  千葉縣統計年鑑（平成3年） （页面存档备份，存于）（日語）
2. ↑  千葉縣統計年鑑（平成4年） （页面存档备份，存于）（日語）
3. ↑  千葉縣統計年鑑（平成5年） （页面存档备份，存于）（日語）
4. ↑  千葉縣統計年鑑（平成6年） （页面存档备份，存于）（日語）
5. ↑  千葉縣統計年鑑（平成7年） （页面存档备份，存于）（日語）
6. ↑  千葉縣統計年鑑（平成8年） （页面存档备份，存于）（日語）
7. ↑  千葉縣統計年鑑（平成9年） （页面存档备份，存于）（日語）
8. ↑  千葉縣統計年鑑（平成10年） （页面存档备份，存于）（日語）
9. ↑  千葉縣統計年鑑（平成11年） （页面存档备份，存于）（日語）
10. ↑  千葉縣統計年鑑（平成12年） （页面存档备份，存于）（日語）
11. ↑  千葉縣統計年鑑（平成13年） （页面存档备份，存于）（日語）
12. ↑  千葉縣統計年鑑（平成14年） （页面存档备份，存于）（日語）
13. ↑  千葉縣統計年鑑（平成15年） （页面存档备份，存于）（日語）
14. ↑  千葉縣統計年鑑（平成16年） （页面存档备份，存于）（日語）
15. ↑  千葉縣統計年鑑（平成17年） （页面存档备份，存于）（日語）
16. ↑  千葉縣統計年鑑（平成18年） （页面存档备份，存于）（日語）
17. ↑  千葉縣統計年鑑（平成19年） （页面存档备份，存于）（日語）
18. ↑  千葉縣統計年鑑（平成20年） （页面存档备份，存于）（日語）
19. ↑  千葉縣統計年鑑（平成21年） （页面存档备份，存于）（日語）
20. ↑  千葉縣統計年鑑（平成22年） （页面存档备份，存于）（日語）
21. ↑  千葉縣統計年鑑（平成23年） （页面存档备份，存于）（日語）
22. ↑  千葉縣統計年鑑（平成24年） （页面存档备份，存于）（日語）
23. ↑  千葉縣統計年鑑（平成25年） （页面存档备份，存于）（日語）
24. ↑  千葉縣統計年鑑（平成26年） （页面存档备份，存于）（日語）
25. ↑  千葉縣統計年鑑（平成27年） （页面存档备份，存于）（日語）
26. ↑  千葉縣統計年鑑（平成28年） （页面存档备份，存于）（日語）
27. ↑  千葉縣統計年鑑（平成29年） （页面存档备份，存于）（日語）
28. ↑  千葉縣統計年鑑（平成30年） （页面存档备份，存于）（日語）
29. ↑  千葉縣統計年鑑（令和元年） （页面存档备份，存于）（日語）

## 外部連結
- 車站資訊（江見）：東日本旅客鐵道（日語）
- 江見站郵局 （页面存档备份，存于）（日語）日本郵便